# Hugo David Barbagelata
Hugo David Barbagelata (c. 1887-1971) fue un escritor uruguayo.

## Biografía
Nació en Montevideo, según la fuente el 2 de julio de 1886 o en 1887. Fue director de Revista Estudiantil (1903-05) y Razón (1907), además de corresponsal en París de varias revistas. Fue autor de títulos como El Centenario de la Reconquista (Montevideo, 1906), Páginas sudamericanas (ensayo de historia y literatura, Barcelona, 1909), Bolívar y San Martín (París, 1911), Hombres de América (1913), Artigas y la revolución americana (prólogo de Rodó, París, 1914), «La literatura uruguaya» (con V. García Calderón, Revue Hispanique, París, 1917), L'influence des idées françaises dans la Revolution et dans l'Evolution de l'Amérique Espagnole (París, 1917) y Pages choisies de J. Enrique Rodó (París, 1918). Falleció en 1971.